# ناغانو (ناغانو)
ناغانو (باليابانية: 長野市) هي مدينة في اليابان، تقع في وسط جزيرة هونشو (أكبر جزر البر الياباني)، عاصمة محافظة ناغانو. تبلغ مساحتها الإجمالية 404.35 كلم² وتعداد سكانها 387,146 نسمة 2011. من أهم الصناعات فيها الحرير، والأنسجة المطبوعة (كيمونو، ستائر وغيرها)، إلى جانب بعض الصناعات الميكانيكية.

## تاريخ المدينة
أسست المدينة بين القرنيين السابع و الثامن للميلاد، ناغانو والتي كانت تُعرف باسمها القديم "زِنكو-جي"، تشتهر بمعبدها البوذي (زنكو-جي)، والذي يضم أقدم عمل فني يصور شخصية بوذا في اليابان، تمثال من البرونز يرجع تاريخه إلى القرن السادس قبل الميلاد. احتضنت المدينة الألعاب الأولمبية الشتوية 1989 لعام 1989 م.

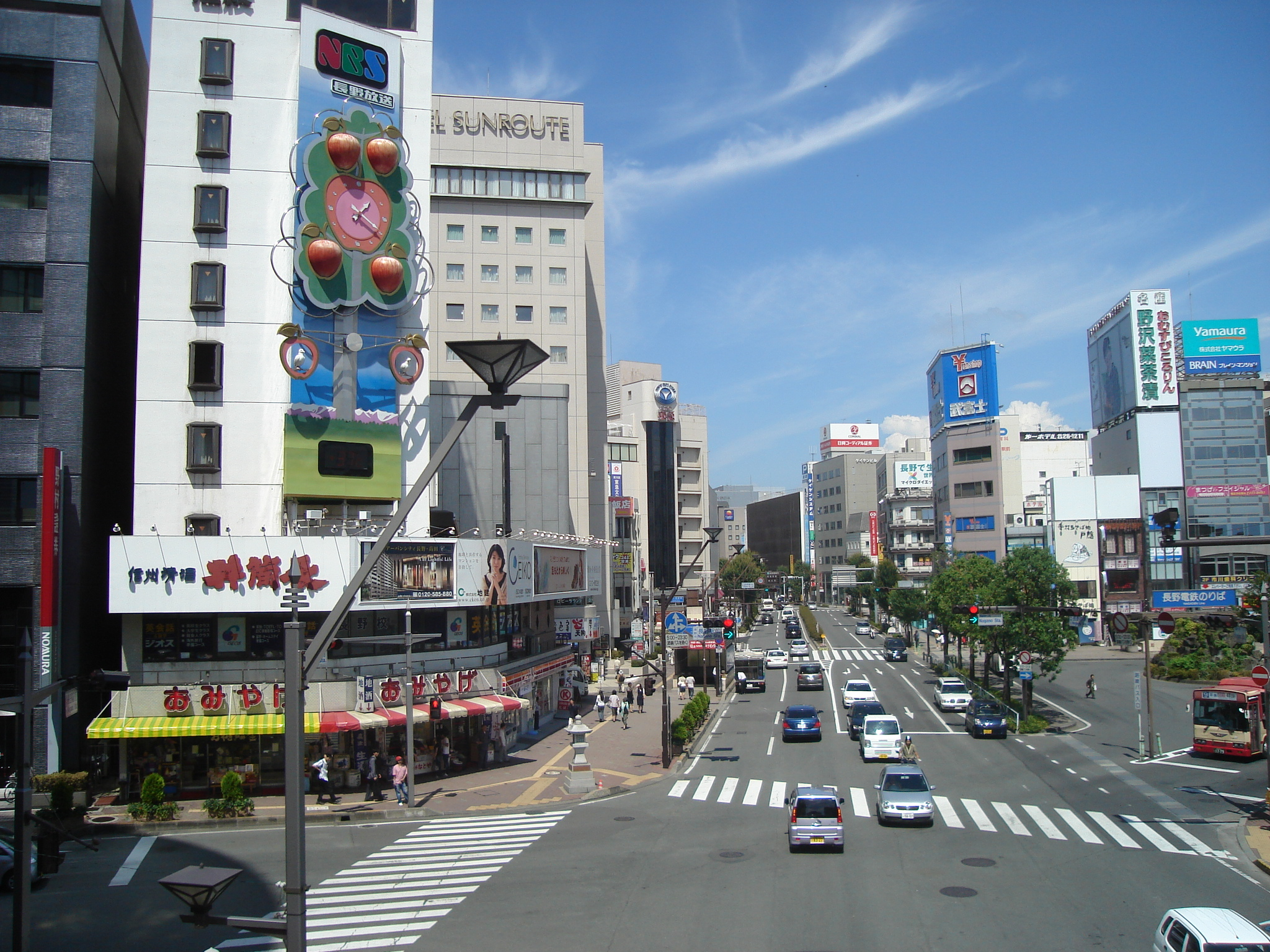
وسط مدينة ناغانو

## المدن الشقيقة
- كليرواتر  الولايات المتحدة.

## أعلام
- كنجي كيتاهارا
- هيرو ماشيما
- يوشيكي تاكاهاشي
- إيجي أنوما
- كيميا يوي
- تشيكو هوندا